# HD 240210
HD 240210 — звезда, которая находится в созвездии Кассиопеи на расстоянии около 464 световых лет от нас. Имеет, как минимум, одну планету.

## Звезда
HD 240210 относится к классу оранжевых гигантов. Её масса и радиус эквивалентны 1,25 и 13 солнечным соответственно. Температура поверхности достигает почти 4300 кельвинов. Звезда вращается вокруг собственной оси со скоростью около 1 километра в секунду. Наблюдения показали, что переменность у звезды отсутствует.

## Планетная система
В 2009 году группа польских астрономов анонсировала открытие планеты HD 240210 b в системе. По массе она превосходит Юпитер в семь раз. Полный оборот вокруг родительской звезды она совершает за 502 суток. Расстояние от планеты до звезды составляет 1,33 а. е. — почти такое же, как от Земли до Солнца.